# Nazareth (gruppo musicale)
I Nazareth sono un gruppo musicale hard rock formato nel 1968 a Dunfermline, Scozia.

## Storia
La storia della band inizia attorno al 1966, quando il cantante Dan McCafferty, il bassista Pete Agnew ed il batterista Darrell Sweet formarono una cover band, i The Shadettes, nella loro città Dunfermline, in Scozia. Dopo un paio di anni di attività nei pub della zona, la band si sciolse, o meglio aggiunse l'ex chitarrista dei "Mark Five" Manny Charlton e cambiarono nome in Nazareth.
I Nazareth si formano quindi nel 1968 a Dunfermline, Scozia dal cantante Dan McCafferty, il chitarrista Manny Charlton, il bassista Pete Agnew, e il batterista Darrell Sweet. 
Il gruppo prese il nome Nazareth da un noto brano dei The Band intitolato The Weight ("I pulled into Nazareth/Was feelin' half past dead...").
La band si spostò a Londra nel 1970, e realizzò il primo album, l'omonimo Nazareth, nel 1971. Dopo aver attirato qualche attenzione col secondo album Exercises nel 1972, i Nazareth pubblicarono Razamanaz nel 1973 con alla produzione Roger Glover (Deep Purple).
Questo disco conteneva due brani entrati nella top ten britannica, Broken Down Angel e Bad Bad Boy. Seguì l'album Loud 'N' Proud nel 1974, che conteneva un altro singolo, una reinterpretazione di Joni Mitchell, This Flight Tonight. Il quarto album Rampant uscì nel 1974, ed ebbe lo stesso successo dei precedenti.
Hair of the Dog venne realizzato nel 1975. La versione americana dell'album includeva Love Hurts, una ballata melodica originariamente scritta per gli Everly Brothers ed eseguita anche da Roy Orbison, che venne pubblicata come singolo nel Regno Unito e negli Stati Uniti, dove diventò disco di platino. Sarà l'album più famoso del gruppo, e la title track sarà reinterpretata successivamente da molte band.

Nel 2022 muoiono due membri originali, il chitarrista Manny Charlton ed il cantante Dan McCafferty.

## Formazione

### Attuale
- Carl Sentance - voce (2015-oggi)
- Jimmy Murrison - chitarra (1994-oggi)
- Ronnie Leahy - tastiera (1990-presente)
- Pete Agnew - basso (1968-oggi)
- Lee Agnew - batteria (1999-oggi)

### Ex componenti principali
- Dan McCafferty - voce (1968-2013; morto nel 2022)
- Darrell Sweet - batteria (1968-1999; morto nel 1999)
- Billy Rankin - chitarra (1980-1983)
- Zal Cleminson - chitarra (1976-1980)
- John Locke - tastiera (1983-1990; morto nel 2006)
- Manny Charlton - chitarra (1968-1990; morto nel 2022)
- Linton Osborne - voce (2014-2015)

## Discografia

### Album in studio
- 1971 - Nazareth
- 1972 - Exercises
- 1973 - Razamanaz
- 1973 - Loud 'n' Proud
- 1974 - Rampant
- 1975 - Hair of the Dog
- 1976 - Close Enough for Rock 'n' Roll
- 1976 - Play 'n' the Game
- 1977 - Expect No Mercy
- 1979 - No Mean City
- 1980 - Malice in Wonderland
- 1981 - The Fool Circle
- 1982 - 2XS
- 1983 - Sound Elixir
- 1984 - The Catch
- 1986 - Cinema
- 1989 - Snakes 'n' Ladders
- 1991 - No Jive
- 1994 - Move Me
- 1998 - Boogaloo
- 2008 - The Newz
- 2011 - Big Dogz
- 2014 - Rock 'n' Roll Telephone
- 2018 - Tattoed on My Brain
- 2022 - Surviving the Law